# Goldner Hirsch
Goldner Hirsch ist ein Gemeindeteil der Stadt Goldkronach im Landkreis Bayreuth (Oberfranken, Bayern). Goldner Hirsch liegt in der Gemarkung Nemmersdorf.

## Geografie
Östlich der Einöde liegt der Goldkronacher Forst. Ein Anliegerweg führt nach Kühleithen (0,3 km nordwestlich).

## Geschichte
Von 1797 bis 1810 unterstand Goldner Hirsch dem Justiz- und Kammeramt Gefrees. Infolge des Ersten Gemeindeedikts wurde Goldner Hirsch dem 1812 gebildeten Steuerdistrikt Nemmersdorf und der zugleich entstandenen Ruralgemeinde Nemmersdorf zugewiesen. Im Zuge der Gebietsreform in Bayern wurde Goldner Hirsch am 1. Juli 1972 nach Goldkronach eingemeindet.

### Einwohnerentwicklung
| Jahr      | 001818 | 001861 | 001871 | 001885 | 001900 | 001925 | 001950 | 001961 | 001970 | 001987 |
| Einwohner | 4      | 3      | 6      | 6      | 3      | 5      | 9      | 8      | 3      | 4      |
| Häuser    | 1      |        |        | 1      | 1      | 1      | 2      | 2      |        | 2      |
| Quelle    | [ 5 ]  | [ 8 ]  | [ 9 ]  | [ 10 ] | [ 11 ] | [ 12 ] | [ 13 ] | [ 14 ] | [ 15 ] | [ 1 ]  |

## Religion
Goldner Hirsch ist evangelisch-lutherisch geprägt und bis heute nach Nemmersdorf gepfarrt.